# René Lépine
 (mars 2022).
La mise en forme du texte ne suit pas les recommandations de Wikipédia : il faut le « wikifier ».
Les points d'amélioration suivants sont les cas les plus fréquents. Le détail des points à revoir est peut-être précisé sur la page de discussion.
- Les titres sont pré-formatés par le logiciel. Ils ne sont ni en capitales, ni en gras.
- Le texte ne doit pas être écrit en capitales (les noms de famille non plus), ni en gras, ni en italique, ni en « petit »…
- Le gras n'est utilisé que pour surligner le titre de l'article dans l'introduction, une seule fois.
- L'italique est rarement utilisé : mots en langue étrangère, titres d'œuvres, noms de bateaux, etc.
- Les citations ne sont pas en italique mais en corps de texte normal. Elles sont entourées par des guillemets français : « et ».
- Les listes à puces sont à éviter, des paragraphes rédigés étant largement préférés. Les tableaux sont à réserver à la présentation de données structurées (résultats, etc.).
- Les appels de note de bas de page (petits chiffres en exposant, introduits par l'outil «  Source ») sont à placer entre la fin de phrase et le point final[comme ça].
- Les liens internes (vers d'autres articles de Wikipédia) sont à choisir avec parcimonie. Créez des liens vers des articles approfondissant le sujet. Les termes génériques sans rapport avec le sujet sont à éviter, ainsi que les répétitions de liens vers un même terme.
- Les liens externes sont à placer uniquement dans une section « Liens externes », à la fin de l'article. Ces liens sont à choisir avec parcimonie suivant les règles définies. Si un lien sert de source à l'article, son insertion dans le texte est à faire par les notes de bas de page.
- La présentation des références doit suivre les conventions bibliographiques. Il est recommandé d'utiliser les modèles {{Ouvrage}}, {{Chapitre}}, {{Article}}, {{Lien web}} et/ou {{Bibliographie}}. Le mode d'édition visuel peut mettre en forme automatiquement les références.
- Insérer une infobox (cadre d'informations à droite) n'est pas obligatoire pour parachever la mise en page.

Pour une aide détaillée, merci de consulter Aide:Wikification.
Si vous pensez que ces points ont été résolus, vous pouvez retirer ce bandeau et améliorer la mise en forme d'un autre article.
René G. Lépine (23 octobre 1929 - 18 avril 2012) est un promoteur immobilier et philanthrope canadien. Lépine était le président du Groupe Lépine, une société de développement et d'investissement immobilier qu'il a fondé en 1953. Il est considéré comme étant l'un des promoteurs immobiliers canadiens-français les plus influents de son époque. Ses entreprises ont développé pour plus de 5 milliards de dollars de biens immobiliers au Canada et aux États-Unis depuis les années 1960. Il possédait également un portefeuille de propriétés multifamiliales et commerciales à Montréal et à Ottawa. Lépine a développé de nombreux bâtiments considérés comme étant des points de repère à Montréal, dont le Village olympique et Le Sanctuaire du Mont-Royal.

## Biographie
Lépine est né et a grandi à Ville-Émard, un quartier ouvrier de Montréal, dans une famille de 10 enfants. À l'âge de 14 ans, il a abandonné l'école secondaire pour gagner de l'argent pour sa famille après que son père soit tombé malade. Il a occupé multiples emplois et a ensuite utilisé l'argent qu'il avait économisé pour construire une maison à Côte-Saint-Luc, qui a été vendue immédiatement après son achèvement à un riche passant qui passait dans la rue. Lépine a rapidement doublé son argent et a commencé à construire des maisons et a finalement incorporé le Groupe Lépine en 1953. 

### Carrière
En 1969, lui et son partenaire d'affaires Lorne Webster ont acheté l'immeuble Le Cartier sur la rue Sherbrooke à Montréal à la suite d'une faillite de la Montreal Trust Company. Il a également construit le bâtiment Peel Plaza à côté en 1973 et le Sir Robert Peel en 1990 sur des lots adjacents. En 1974, lui, Joseph Zappia, Gerald Robinson et Andrew Gaty, ont été directement nommés par le maire de Montréal de l'époque, Jean Drapeau, pour construire le village olympique des jeux olympiques d'été de 1976 à Montréal. En 1999, il achète l'ancien édifice du YMCA au centre-ville de Montréal et y construit deux tours de 28 étages initialement appelées Les Tours Lépine. Le projet a coûté environ 80 millions de dollars. Les tours ont ensuite été rebaptisées Le 1200 Ouest après avoir été achetées lors du développement en 2005 par le groupe El-Ad. En 2001, il a reçu le Prix UDI Québec d'excellence en immobilier pour son projet de redéveloppement du YMCA du centre-ville de Montréal.
Il a été président du conseil de l'immobilier pour MD Financial et a acheté pour plus d'un milliard de dollars de propriétés pour le MD Realty Fund.[réf. nécessaire]
Depuis les années 1960, il a construit plus de 1 500 maisons dans les quartiers montréalais de Hampstead, Westmount et Côte-Saint-Luc ainsi que plus de 10 000 unités de copropriété à travers le Canada et les États-Unis.
En 1991, Lépine faisait des affaires à Moscou, tentant d'étendre ses activités commerciales à la Russie après la chute de l'Union soviétique. Il prévoyait de construire deux projets évalués alors à 775 millions de dollars , étant l'une des premières sociétés occidentales à développer l'immobilier à Moscou depuis la guerre froide. Le gouvernement du Canada lui a demandé de construire l'ambassade du Canada à Moscou. Il a également été invité par le gouvernement canadien à donner une visite personnelle de Montréal à Iouri Loujkov, l'ancien maire de Moscou lors de sa visite officielle. Il a aussi rencontré Mikhaïl Gorbatchev, alors président de l'Union soviétique, pendant cette période à Montréal. Quelques années plus tard, tous les projets prévus ont été abandonnés après que lui et l'un de ses fils aient reçu des menaces d'assassinat anonymes jugées crédibles. Lépine a décidé de quitter le pays immédiatement et a immédiatement décidé d'abandonner plus de 850 millions de dollars de projets.

## Controverse de la Société immobilière du Canada en 1999
En 1999, l'une des sociétés de Lépine a acheté un terrain à la Société immobilière du Canada, pour 4 millions de dollars, soit moins de la moitié de sa valeur imposable de 9 millions de dollars. Les termes de l'acquisition prévoyaient également qu'un grand bâtiment historique abandonné encombrant le centre du site soit rénové et conservé aux frais de la société Lépine. Lépine a affirmé que la ville n'avait pas accepté de faire les travaux de voirie et d'égouts qui lui ont coûté 2 millions de dollars en dépenses, ramenant le coût du terrain à un juste prix. Même si la vente était le résultat d'un appel d'offres public pour lequel l'entreprise de Lépine offrait le prix le plus élevé, la vente soulevait encore des questions, car Lépine était un partisan et un donateur de longue date du Parti libéral du Canada.

## Vie privée
Lépine partageait son temps entre son travail à Montréal et son autre domicile à Palm Beach, en Floride. 
Lépine est décédé à son domicile le 18 avril 2012, après une longue bataille contre le cancer de la prostate.